# Albirex Niigata Football Club
O Albirex Niigata Football Club é um clube de Singapura, fundado em 2004. É a equipe satélite do clube japonês Albirex Niigata, e quase todos os seus jogadores são nascidos em território japonês.
Seus jogos são mandados no Jurong East Stadium, com capacidade para abrigar 2700 torcedores. As cores do Albirex singapuriano são laranja, azul e branco.